# (8444) Popovich
(8444) Popovich est un astéroïde de la ceinture principale aréocroiseur.

## Description
(8444) Popovich est un astéroïde aréocroiseur. Il présente une orbite caractérisée par un demi-grand axe de 2,27 UA, une excentricité de 0,27 et une inclinaison de 1,9° par rapport à l'écliptique.

## Compléments